# Vini Caldirola-Nobili Rubinetterie
La Vini Caldirola-Nobili Rubinetterie (codice UCI: VIN), nota in precedenza come Tacconi Sport, è stata una squadra italiana di ciclismo su strada maschile sorta nel 2001 e attiva fino al 2004.
Lo sponsor principale è stato nei primi due anni la Tacconi Sport, azienda toscana di articoli sportivi, mentre dal 2003 al 2004, dopo l'addio della Tacconi Sport, è stato la casa vinicola Vini Caldirola.

## Storia

### Tacconi Sport
La Tacconi Sport-Vini Caldirola viene costituita all'inizio della stagione 2001 in seguito ad una fusione tra due gruppi sportivi, la Amica Chips-Tacconi Sport di Mario Chiesa e Davide Boifava, e la Vini Caldirola-Sidermec di Fabrizio Bontempi ed Enrico Maggioni. Responsabile finanziario è la First Bike di Renzo Bordogna, con sede in Svizzera, a Mendrisio, ma la squadra assume licenza italiana. Il blocco è quello della Vini Caldirola, con ben 13 corridori sotto contratto, anche se mancano le due stelle del vecchio team, il numero uno mondiale Francesco Casagrande, trasferitosi alla Fassa Bortolo, e l'iridato in carica Romāns Vainšteins, passato alla nuova Domo-Farm Frites. Il principale risultato della stagione arriva in aprile con l'esperto Gianluca Bortolami, trionfatore al Giro delle Fiandre; al Giro d'Italia l'austriaco Peter Luttenberger conclude inoltre dodicesimo nella generale.
Per il 2002 l'unico nuovo elemento di rilievo in squadra è Dario Frigo, nove giorni in maglia rosa al Giro d'Italia 2001, poi licenziato dal suo team di allora, la Fassa Bortolo, in seguito ai fatti di Sanremo, quando un blitz notturno del NAS dei Carabinieri portò al ritrovamento di sostanze dopanti nella sua stanza d'albergo. Frigo, scontata la squalifica di sei mesi (poi aumentati a nove) inflittagli dall'UCI, torna ufficialmente alle gare il 10 marzo 2002, alla Parigi-Nizza, e pochi giorni dopo vince anche una tappa. Ai primi di maggio conquista il Tour de Romandie, arrivando al Giro d'Italia tra i favoriti: alla corsa rosa però non brilla, concludendo in decima posizione a 14'08" dal vincitore Gilberto Simoni. Nei mesi a seguire ottiene altre vittorie: il campionato italiano a cronometro, la tappa di Cluses al Tour de France dopo una lunga fuga con Aerts e Guerini (concluderà 25º la Grande Boucle), e il Campionato di Zurigo con uno scatto da finisseur. In novembre lascia la Tacconi Sport e ritorna a sorpresa alla Fassa Bortolo, riaccolto dal manager Giancarlo Ferretti.
Al termine del 2002 la Tacconi Sport si ritira e la squadra assume la denominazione Sidermec; a partire dal 19 marzo 2003 ritorna come finanziatore la Caldirola, azienda vinicola con sede a Missaglia, in provincia di Lecco.

### Vini Caldirola

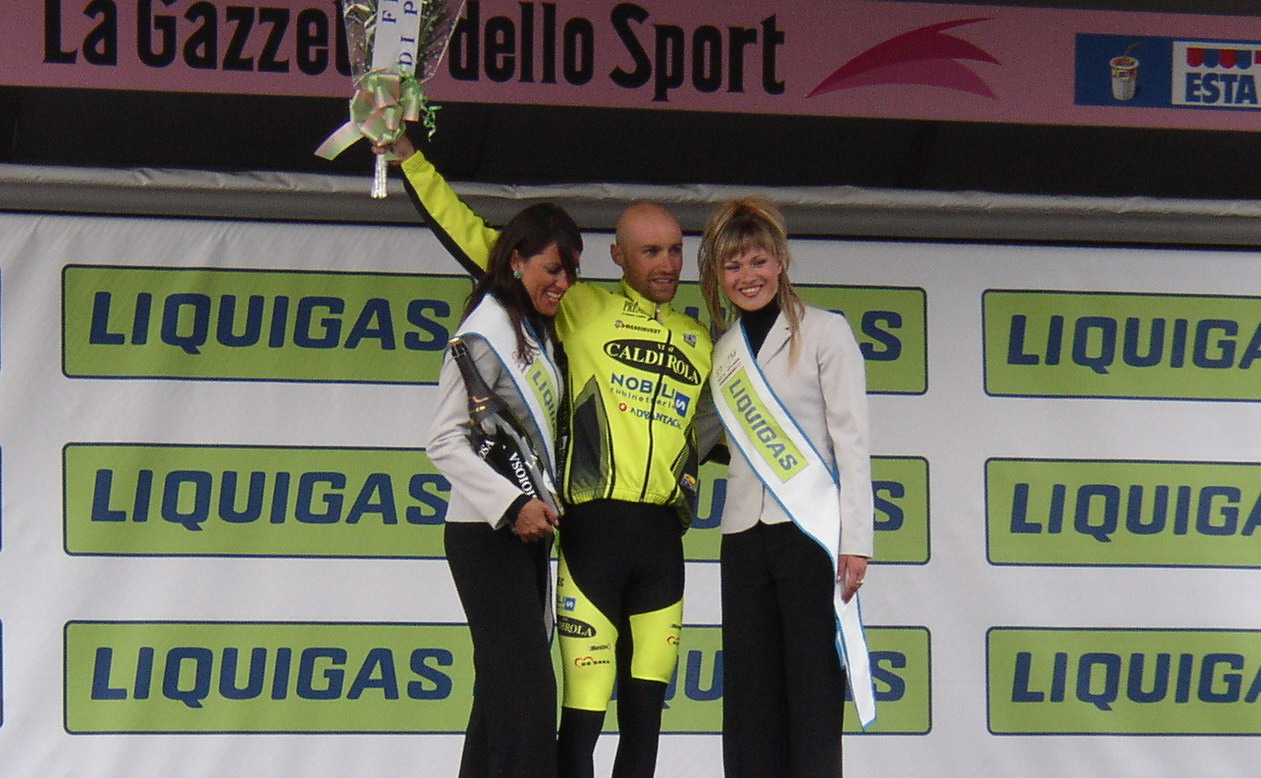
Stefano Garzelli, in maglia Vini Caldirola, premiato dopo la vittoria della 19ª tappa del Giro d'Italia 2004.

Per la stagione 2003 il principale arrivo è quello di Stefano Garzelli, già vincitore del Giro d'Italia 2000 e nuovo capitano per le corse a tappe dopo la partenza di Dario Frigo; ritorna anche Vainšteins, dopo due anni poveri di vittorie alla Domo. Garzelli, scontata la squalifica di 11 mesi per positività al probenecid, rientra alle gare il 24 aprile, un giorno dopo la decorrenza della sospensione, vincendo la prima tappa del Giro del Trentino. A maggio si mette in luce al Giro d'Italia, quando fa sua la terza tappa alle Terme Luigiane e quindi la settima al Monte Terminillo (davanti a Gilberto Simoni), tornando a vestire nuovamente la maglia rosa. Tre giorni dopo, sull'arrivo di Faenza, Simoni gli sfila però la maglia rosa per 2 soli secondi: arriverà in rosa a Milano senza più perdere la leadership, aumentando anzi il vantaggio fino a 7'06", e Garzelli chiude al secondo posto.
Al Tour de France il capitano della Vini Caldirola, afflitto da problemi alla gola, è invece costretto al ritiro dopo la tappa con arrivo a Gap. Da lì al termine dell'anno non consegue più risultati; unico altro successo di un certo rilievo per la squadra è la Coppa Sabatini vinta in settembre da Paolo Bossoni.
Conclusa la stagione il team manager Mauro Gianetti lascia la Caldirola per accasarsi alla nuova Saunier Duval-Prodir, accompagnato dai fratelli Algeri, Pietro, Vittorio e Mauro; la carica di team manager viene assunta da Roberto Amadio, già dirigente ai tempi della vecchia Aki/Vini Caldirola. Ventesima nella graduatoria 2003, fuori quindi dalle prime 18, la squadra resta esclusa dalle gare di Coppa del mondo (potendovi partecipare solo tramite wild card) e dal Tour de France: lo staff tecnico decide quindi di puntare ancora su Garzelli e sul Giro d'Italia. Il team viene costruito intorno al varesino, e come suo gregario "di lusso" dalla CCC-Polsat viene prelevato il trentacinquenne russo Pavel Tonkov, già vincitore del Giro d'Italia 1996.
In aprile Garzelli fa sua la classifica finale della Vuelta a Aragón, vincendo undici giorni dopo una tappa al Tour de Romandie. Al Giro d'Italia la squadra consegue due vittorie di tappa, una con Tonkov, trionfatore in fuga solitaria a Fondo-Sarnonico, e una con Garzelli, vincitore due giorni dopo alla Presolana, nella penultima tappa. Il capitano termina la corsa al sesto posto nella generale, a 5'31" dal vincitore Damiano Cunego, senza mai essere stato in lotta per la vittoria, mentre Tonkov è tredicesimo. Con il 19º posto di Steve Zampieri la Vini Caldirola si piazza inoltre seconda nella graduatoria delle squadre, dietro alla Saeco di Cunego e Simoni (terzo). Nel resto della stagione non arrivano più vittorie.
Al termine del 2004 l'azienda di Nando Caldirola ritira la sponsorizzazione e il team chiude. Con l'imminente varo del circuito UCI ProTour, comunque, la struttura e l'organico si fondono con quelli della Alessio-Bianchi di Dario Mariuzzo per creare una nuova squadra, la Liquigas-Bianchi, guidata dallo stesso Amadio. Garzelli e altri otto corridori seguono Amadio alla Liquigas.

## Cronistoria

### Annuario
| Anno | Codice | Nome                                                                                          | Cat. | Biciclette | Dirigenza |
| ---- | ------ | --------------------------------------------------------------------------------------------- | ---- | ---------- | --- |
| 2001 | TAC    | Tacconi Sport-Vini Caldirola                                                                  | GSI  | De Rosa    | Manager: Davide Boifava Dir. sportivi: Fabrizio Bontempi, Vittorio Algeri, Pietro Turchetti                  |
| 2002 | TAC    | Tacconi Sport-Emmegi                                                                          | GSI  | Carrera    | Manager: Davide Boifava, Enrico Maggioni Dir. sportivi: Fabrizio Bontempi, Vittorio Algeri, Pietro Turchetti |
| 2003 | VIN    | Vini Caldirola-Sidermec-Saunier Duval (fino al 22 marzo) Vini Caldirola-So.Di. (dal 23 marzo) | GSI  | Carrera    | Manager: Mauro Gianetti Dir. sportivi: Franco Gini, Vittorio Algeri, Joxean Fernández                        |
| 2004 | VIN    | Vini Caldirola-Nobili Rubinetterie                                                            | GSI  | De Rosa    | Manager: Roberto Amadio Dir. sportivi: Paolo Dotti, Valerio Tebaldi                                          |

### Classifiche UCI
Fino al 1998, le squadre ciclistiche erano classificate dall'UCI in un'unica divisione. Nel 1999 la classifica a squadre venne divisa in prima, seconda e terza categoria (GSI, GSII e GSIII), mentre i corridori rimasero in classifica unica. Nel 2005 fu introdotto l'UCI ProTour e, parallelamente, i Circuiti continentali UCI; dal 2009 le gare del circuito ProTour sono state integrate nel Calendario mondiale UCI, poi divenuto UCI World Tour.
| Anno | Class. | Pos. | Migliore cl. individuale |
| ---- | ------ | ---- | ------------------------ |
| 2001 | GSI    | 15º  | Andrej Hauptman (41º)    |
| 2002 | GSI    | 17º  | Dario Frigo (6º)         |
| 2003 | GSI    | 20º  | Stefano Garzelli (21º)   |
| 2004 | GSI    | 23º  | Stefano Garzelli (39º)   |

## Palmarès

### Grandi Giri
- Giro d'Italia

Partecipazioni: 4 (2001, 2002, 2003, 2004)
Vittorie di tappa: 4
2003 (2 Stefano Garzelli)
2004 (Stefano Garzelli, Pavel Tonkov)
Vittorie finali: 0
Altre classifiche: 0
- Tour de France

Partecipazioni: 2 (2002, 2003)
Vittorie di tappa: 1
2002 (Dario Frigo)
Vittorie finali: 0
Altre classifiche: 0
- Vuelta a España

Partecipazioni: 3 (2002, 2003, 2004)
Vittorie di tappa: 0
Vittorie finali: 0
Altre classifiche: 0

### Classiche monumento
- Giro delle Fiandre: 1

2001 (Gianluca Bortolami)

### Campionati nazionali
Strada
- Campionati italiani: 1

Cronometro: 2003 (Dario Frigo)
- Campionati spagnoli: 1

Cronometro Under-23: 2003 (Juan José Cobo)
- Campionati sudafricani: 1

Cronometro: 2004 (David George)
- Campionati svizzeri: 1

In salita: 2004 (Steve Zampieri)